# Joss Stone
Joscelyn Eve Stoker  (n. 11 aprilie 1987, Dover, Anglia, Regatul Unit), cunoscută mai bine cu numele ei de scenă Joss Stone, este o cântăreață, compozitoare și actriță engleză. A devenit faimoasă la sfârșitul anului 2003 cu albumul său de debut „The Soul Sessions”, ajuns pe lista scurtă a Mercury Prize 2004. Cel de-al doilea album al său, Mind Body & Soul (2004), a ajuns locul I în UK Albums Chart timp de o săptămână și top 10 cu piesa „You Had Me”, cel mai de succes single a lui Stone în UK Singles Chart. Atât albumul, cât și single-ul au primit câte o nominalizare la premiile Grammy 2005, iar Stone însăși a fost nominalizată la Best New Artist; într-un sondaj anual al criticilor muzicali al BBC, Sound of 2004, s-a clasat pe locul cinci al noilor descoperiri ale anului 2004. A devenit cea mai tânără cântăreață britanică care a ajuns în topul albumelor britanice. Cel de-al treilea album al lui Stone, Introducing Joss Stone, lansat în martie 2007, a obținut titlul gold record status acordat de către RIAA, cel mai bun debut feminin în Billboard 200 și a devenit primul său album între primele 5 în SUA. 

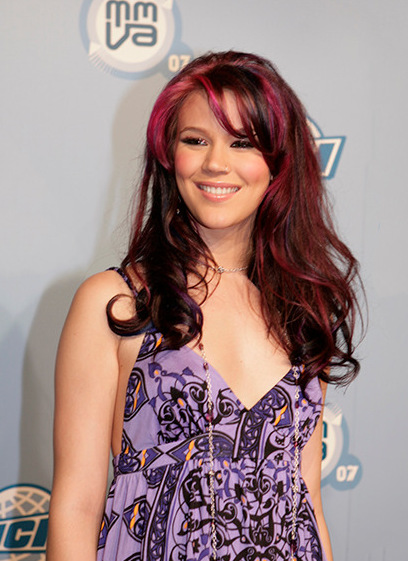
Stone la Much Music Video Awards în 2007

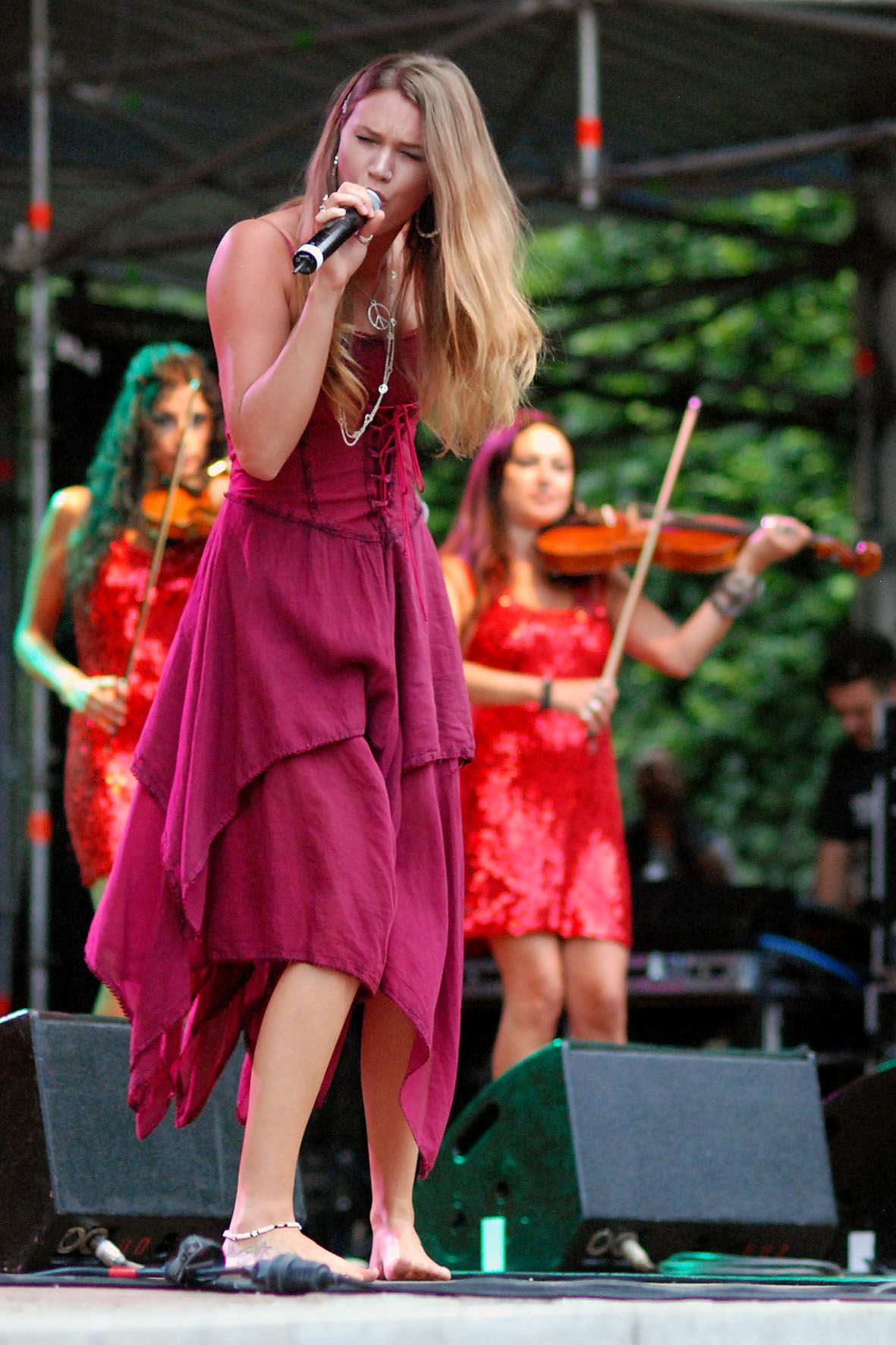
Stone în timpul unui festival, parte a turneului mondial Color Me Free!

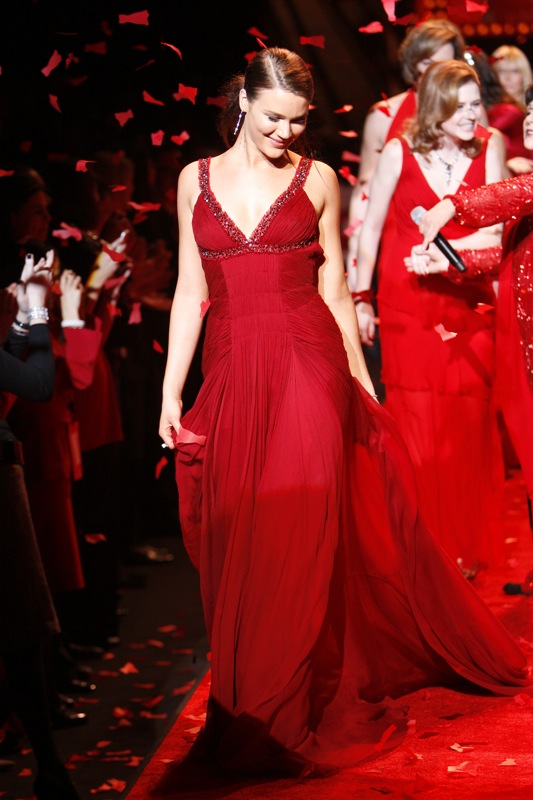
Stone la prezentarea de modă caritabilă Heart Truth în 2008

A lansat al patrulea album, Color Me Free!, pe 20 octombrie 2009, care a ajuns în top 10 Billboard. Stone a lansat cel de-al cincilea album, LP1, pe 22 iulie 2011, ajuns – de asemenea – în top 10 pe Billboard. De-a lungul carierei sale, Stone a vândut 15 milioane de discuri în întreaga lume, devenind unul dintre cei mai vânduți artiști de soul din anii 2000 și cel mai bine vândut artist britanic ai vremii sale. Primele sale trei albume s-au vândut în peste 2.722.000 de exemplare în SUA, în timp ce primele sale două albume s-au vândut în peste 2 milioane de exemplare în Marea Britanie. 
Stone a câștigat numeroase premii, inclusiv două premii Brit și un premiu Grammy din cinci nominalizări. De asemenea, și-a făcut debutul în actorie în 2006 cu filmul de aventură fantezist Eragon și și-a făcut debutul în televiziune reprezentând-o pe Anne of Cleves în serialul Dinastia Tudorilor în 2009. Stone a fost cea mai tânără femeie din Sunday Times Rich List din 2006 - o listă anuală a celor mai bogați oameni din Marea Britanie - cu 6 milioane de lire sterline. În 2012, averea sa netă a fost estimată la 10 milioane de lire sterline, devenind a cincea cea mai bogată muziciană britanică sub 30 de ani. The Soul Sessions Vol. 2 (2012) este al patrulea album consecutiv care ajunge în top 10 în Billboard 200.
Pe 14 septembrie 2020, Stone a anunțat prin Instagram că este însărcinată cu primul ei copil alături de iubitul Cody DaLuz. Ea a născut o fiică, Violet Melissa DaLuz, la 29 ianuarie 2021. În 2022, ea a lansat un podcast despre fericire numit A Cuppa Happy.

## Discografie

### Albume de studio
- The Soul Sessions (2003)
- Mind Body & Soul (2004)
- Introducing Joss Stone (2007)
- Colour Me Free! (2009)
- LP1 (2011)
- SuperHeavy - supergroup album (2011)
- The Soul Sessions Vol. 2 (2012)
- Water for Your Soul (2015)
- Project Mama Earth (2017)
- Your Remixes of Water for Your Soul (2019)
- Never Forget My Love (2022)
- Merry Christmas, Love (2022)
- 20 Years of Soul Live in Concert (2023)

### Compilări / Live
- The Best of Joss Stone 2003-2009 (2011)

### Singles
- 2004 : Fell in Love with a Boy
- 2004 : Super Duper Love (Are You Diggin' On Me)
- 2004 : You Had Me
- 2004 : Right to Be Wrong
- 2005 : Spoiled
- 2005 : Don't Cha Wanna Ride
- 2005 : The Right Time
- 2005 : Cry Baby/Piece of My Heart (cu Melissa Etheridge)
- 2006 : Cry Baby Cry (Santana featuring Sean Paul și Joss Stone)
- 2007 : Tell Me 'Bout It
- 2007 : Tell Me What We're Gonna Do Now (featuring Common)
- 2007 : L-O-V-E
- 2007 : Baby Baby Baby
- 2007 : Sing (cu Annie Lennox)
- 2007 : Bruised but Not Broken
- 2007 : All I Want for Christmas
- 2009 : Parallel Lines
- 2010 : Stalemate
- 2010 : Stand Up to Cancer (cu Dave Stewart)
- 2011 : Back in Style
- 2011 : Somehow
- 2011 : Karma
- 2011 : Don’t Start Lying to Me Now
- 2012 : While You're Out Looking For Sugar
- 2012 : Take Good Care (cu Dave Stewart)
- 2012 : The high Road
- 2012 : Pillow Talk
- 2013 : Teardrops
- 2013 : The Love We Had (Stays on My Mind)
- 2014 : No Man's Land (Green Fields of France) (featuring Jeff Beck)
- 2015 : Stuck on You
- 2015 : The Answer
- 2015 : Molly Town
- 2017 : Free Me 2017
- 2017 : Oceans
- 2020 : Lean on Me (featuring Beverley Knight și Omar)
- 2020 : Walk With Me
- 2021 : Never Forget My Love
- 2021 : Breaking Each Other's Hearts
- 2022 : Oh To Be Loved By You

### Colaborări
- Ringo Starr [sur l'album Y Not (2010) la chanson Who's Your Daddy qu'elle a coécrite]
- Carlos Santana - "Cry Baby Cry" featuring Sean Paul & Joss Stone (2006)
- Common
- Lauryn Hill
- Joss Stone a chanté When Love Comes to Town, reprise de U2 sur l'album Possibilities d'Herbie Hancock (2005)
- Guy Chambers
- Angélique Kidjo - "Gimme Shelter" featuring Joss Stone (extrait de l'opus Djin Djin d'Angélique Kidjo) (2007)
- Elton John
- Mick Jagger
- Annie Lennox
- Melissa Etheridge
- John Legend
- Sting
- Buddy Guy
- Lemar
- Patti Labelle
- Johnny Hallyday (2008, participation à l'album Ça ne finira jamais, pour la reprise en duo de Unchained Melody)
- Raphael Saadiq
- David Sanborn
- Van Hunt
- Angie Stone
- Jeff Beck
- James Brown
- Dave Stewart
- Damian Marley, Nas (rappeur) & Lil' Wayne sur l'album "Distant Relatives" sorti en 2010 (Nas & Damian Marley)
- Tony Royster Jr
- Ricky Martin  - "The Best Thing About Me Is You" featuring Joss Stone (extrait de l'album Musica + Alma + Sexo) (2010)
- Jamie Hartman du groupe Ben's Brother pour "Stalemate"
- Nas
- Zulu
- Mike Andersen - "This Time" featuring Joss Stone (2016)
- James Morrison - "My Love Goes On" featuring Joss Stone (2019)
- Beverley Knight, Omar Lye-Fook - "Lean on Me" featuring Joss Stone (2020)
- The Shapeshifters - "Bring On The Rain" featuring Joss Stone (2022)

## Turnee
- Mind, Body & Soul Sessions Tour (2003–05)
- Introducing Joss Stone World Tour (2007–08)
- Colour Me Free! World Tour (2009–11)
- LP1 World Tour (2011–12)
- The Total World Tour (2014–19)
- 20 Years Of Soul (2023)
- Ellipsis Tour '24 (2024–)

## Înregistrări video
- 2004 : Mind, Body & Soul Sessions: Live in New York City
- 2007 : Concert for Diana: "You Had Me"; "Under Pressure"; "Ain't That A Lot of Love?" avec Tom Jones
- 2008 : apparition sur le Live at Ronnie Scott's de Jeff Beck

## Clipuri video
| Titlu                                                                 | An   | Director          | Ref.   |
| --------------------------------------------------------------------- | ---- | ----------------- | ------ |
| "Fell in Love with a Boy"                                             | 2004 | Nzingha Stewart   | [ 18 ] |
| "Super Duper Love"                                                    | 2004 | David LaChapelle  | [ 19 ] |
| "You Had Me"                                                          | 2004 | Chris Robinson    | [ 20 ] |
| "Right to Be Wrong"                                                   | 2005 | Liz Friedlander   | [ 21 ] |
| "Spoiled"                                                             | 2005 | Joseph Kahn       | [ 22 ] |
| "Don't Cha Wanna Ride"                                                | 2005 | Wayne Isham       | [ 23 ] |
| "Tell Me 'bout It"                                                    | 2007 | Bryan Barber      | [ 24 ] |
| "Tell Me What We're Gonna Do Now"                                     | 2007 | Sanaa Hamri       | [ 25 ] |
| "Gimme Shelter"                                                       | 2007 | Noble Jones       | [ 26 ] |
| "The Anti-Christmas Carol"                                            | 2008 | necunoscut        | [ 27 ] |
| "Baby Baby Baby"                                                      | 2009 | fratele lui Stone | ·      |
| "Stand Up to Cancer"                                                  | 2010 | Jesse Dylan       | [ 30 ] |
| "Miracle Worker"                                                      | 2011 | Paul Boyd         |        |
| "Karma"                                                               | 2011 | necunoscut        | [ 31 ] |
| "While You're Out Looking for Sugar"                                  | 2012 | necunoscut        | [ 32 ] |
| "The High Road"                                                       | 2012 | Brian Savelson    | [ 33 ] |
| "The Love We Had (Stays on My Mind)"                                  | 2013 | Anit 'On' Bashar  | [ 34 ] |
| "No Man's Land (Green Fields of France)"                              | 2014 | Rupert Bryan      | [ 35 ] |
| "The Answer"                                                          | 2015 | Joss Stone        | ·      |
| "Stuck on You"                                                        | 2015 | Ugo Splash        | ·      |
| "Oceans"                                                              | 2017 | necunoscut        | [ 40 ] |
| "This Time" (Mike Andersen featuring Joss Stone)                      | 2018 | Sara Koppel       | [ 41 ] |
| "My Love Goes On" (James Morrison featuring Joss Stone)               | 2019 | necunoscut        | [ 42 ] |
| "Lean on Me" (Beverley Knight featuring Joss Stone and Omar Lye-Fook) | 2020 | Dom Lyon          | [ 43 ] |
| "Walk With Me"                                                        | 2020 | necunoscut        | [ 44 ] |
| "Never Forget My Love"                                                | 2021 | Paul Boyd         | [ 45 ] |
| "Breaking Each Other's Hearts"                                        | 2021 | Brian Totoro      | [ 46 ] |
| "Oh To Be Loved By You"                                               | 2022 | necunoscut        | [ 47 ] |
| "Oh To Be Loved By You"                                               | 2022 | necunoscut        | [ 48 ] |
| "Bring On The Rain" (The Shapeshifters featuring Joss Stone)          | 2022 | necunoscut        |        |
| "What Christmas Means to Me"                                          | 2022 | necunoscut        |        |
| "Bring on Christmas Day (Live)"                                       | 2022 | necunoscut        |        |

## Filmografie
| An        | Titlu                                           | Rol                            | Note                                            |
| --------- | ----------------------------------------------- | ------------------------------ | ----------------------------------------------- |
| 2001      | Star for a Night                                | Ea însăși/ Concurent           |                                                 |
| 2003      | Kennedy Center Honors                           | Ea însăși                      | Tribut lui James Brown                          |
| 2004      | Austin City Limits                              | Ea însăși                      | Sezonul 30, episodul 4                          |
| 2005      | American Dreams                                 |                                | Episodul: „Starting Over”                       |
| 2005      | Punk'd                                          | Ea însăși                      | Sezonul 4, episodul 6                           |
| 2005      | Quincy Jones                                    | Ea însăși                      | Filme TV                                        |
| 2006      | Eragon                                          | Angela                         | Debut în cinematografie                         |
| 2007      | Park City: Where Music Meets Film               | Ea însăși                      | Debut TV                                        |
| 2008      | Snappers                                        | Stephanie                      | Film TV; filmul nu a fost niciodată lansat      |
| 2008      | An Evening of Stars: Tribute to Smokey Robinson | Ea însăși                      | Filme TV                                        |
| 2008      | Kennedy Center Honors                           | Ea însăși                      | Omagiu adus lui Pete Townshend și Roger Daltrey |
| 2009      | American Dad!                                   | Voce                           | Un episod                                       |
| 2009-10   | Dinastia Tudorilor                              | Anne of Cleves                 | 5 episoade; sezoanele 3–4                       |
| 2010      | The Funeral Planner                             | Eve Gardner                    | Scurt metraj                                    |
| 2010      | James Bond 007: Piatra sângelui                 | Nicole Hunter (voce)           | Joc video                                       |
| 2012      | Slightly Single in L.A.                         | Hallie                         | Film TV                                         |
| 2013      | Top Gear                                        | Ea însăși                      | Seria 20, episodul 1                            |
| 2015      | Grace and Frankie                               | Interpretul melodiei "Free Me" | invitată                                        |
| 2016      | Tomorrow                                        | Mandy                          | Film TV                                         |
| 2017      | Nigella: At My Table                            | Ea însăși                      | Program TV                                      |
| 2018-19   | Empire                                          | Wynter                         | 3 episoade; Sezonul 5, invitată                 |
| 2020–2021 | The Masked Singer Regatul Unit                  | Concurent „Cârnați”            | Seria 2; câștigător                             |
| 2021      | Vocea Africa de Sud                             | antrenor (juriu)               | Sezonul 4                                       |

## Premii și nominalizări
Pe parcursul carierei sale, Stone a câștigat nouă premii, inclusiv un Grammy Award și două Brit Awards. 